# Stazione di Tsurumi-Ono
La stazione di Tsurumi-Ono (鶴見小野駅?, Tsurumi-Ono-eki) è una fermata ferroviaria situata nel quartiere di Tsurumi-ku della città di Yokohama, nella prefettura di Kanagawa in Giappone che serve la linea Tsurumi della JR East.

## Linee
East Japan Railway Company
■ Linea Tsurumi

## Struttura
La stazione è realizzata in superficie con due marciapiedi laterali e due binari passanti. Sono presenti due piccoli fabbricati, uno al lato est e uno al lato ovest, che servono le rispettive direzioni dei treni.
| Est   | ■ Linea Tsurumi |  | per Bentembashi, Asano, Hama-Kawasaki, Umishibaura e Ōkawa |
| Ovest | ■ Linea Tsurumi |  | per Tsurumi                                                |

## Stazioni adiacenti
| «             | Servizio      | »             |
| Linea Tsurumi | Linea Tsurumi | Linea Tsurumi |
| ------------- | ------------- | ------------- |
| Kokudō        | Locale        | Bentembashi   |